# Jon Heder
Jonathan Michael Heder (Fort Collins, 16 ottobre 1977) è un attore statunitense.

## Biografia
Uno dei sei figli di James Heder, medico, e sua moglie Helen, Jon cresce in Colorado assieme a suo fratello gemello Dan, inoltre ha una sorella e un fratello più grandi, Rachel e Doug, e due più giovani, Matt e Adam. Dopo gli studi alla "Brigham Young University" come membro della Chiesa di Gesù Cristo dei Santi degli Ultimi Giorni, parte per una missione religiosa in Giappone, dove impara il giapponese.
Tornato negli Stati Uniti partecipa ad alcuni cortometraggi, ma la vera notorietà arriva nel 2004 grazie al cult movie prodotto da MTV, Napoleon Dynamite, dove interpreta il protagonista, un riccioluto e occhialuto nerd appartenente ad una bizzarra famiglia.
Nel 2005 appare nella pellicola romantica Se solo fosse vero con la coppia Reese Witherspoon e Mark Ruffalo, in seguito presta la voce ad uno dei personaggi di Monster House. Dopo il film Scuola per canaglie, lavora in coppia con Will Ferrell nella commedia Blades of Glory - Due pattini per la gloria, dove interpretano una divertente coppia di pattinatori di figura. Nel 2007 doppia il Pollo Joe in Surf's Up - I re delle onde e nel suo seguito del 2017.

### Vita privata
Alla "Brigham Young University" ha conosciuto Kirsten Beals, che ha sposato nel 2002 e dalla quale ha avuto una figlia, Evan Jane Heder.

## Riconoscimenti
- Nomination ai Teen Choice Awards 2006: Miglior attore in un film commedia per Se solo fosse vero

## Filmografia

### Attore

#### Cinema
- The Wrong Brother, regia di Chris Bowman – cortometraggio (2000)
- Funky Town, regia di Matthew Janzen – cortometraggio (2000)
- Peluca, regia di Jared Hess – cortometraggio (2003)
- Napoleon Dynamite, regia di Jared Hess (2004)
- Sockbaby, regia di John Soares e Doug TenNapel – cortometraggio (2004)
- Se solo fosse vero (Just Like Heaven), regia di Mark Waters (2005)
- The Sasquatch Gang, regia di Tim Skousen (2006)
- Gli scaldapanchina (The Benchwarmers), regia di Dennis Dugan (2006)
- Scuola per canaglie (School for Scoundrels), regia di Todd Phillips (2006)
- Blades of Glory - Due pattini per la gloria (Blades of Glory), regia di Will Speck e Josh Gordon (2007)
- Moving McAllister, regia di Andrew Black (2007)
- Mama's Boy, regia di Tim Hamilton (2007)
- La fontana dell'amore (When in Rome), regia di Mark Steven Johnson (2010)
- Così è la vita (Life Happens), regia di Kat Coiro (2011)
- For Ellen, regia di So Yong Kim (2012)
- First Look: Ultimate Teaser Trailer, regia di Jefferson Dutton e Chris VanArtsdalen - cortometraggio (2012)
- Peter at the End, regia di Russ Lamoureux - cortometraggio (2012)
- All Star Bowling Trick Shots, regia di Jack Packard - cortometraggio (2012)
- The Caper Kind/Swiss Mistake, regia di Ryan Darst e Whit Hertford - cortometraggio (2013)
- Bud Selig Must Die, regia di Vincent Masciale - cortometraggio (2013)
- Let's Get Digital, regia di Daryl Wein - cortometraggio (2014)
- Réalité, regia di Quentin Dupieux (2014)
- Wildlife, regia di Ryan Darst - cortometraggio (2014)
- Midway, regia di Ryan Darst - cortometraggio (2014)
- Weepah Way for Now, regia di Stephen Ringer (2015)
- Walt prima di Topolino (Walt Before Mickey), regia di Khoa Le (2015)
- Christmas Eve, regia di Mitch Davis (2015)
- The Tiger Hunter, regia di Lena Khan (2016)
- Ghost Team, regia di Oliver Irving (2016)
- Gloria Talks Funny, regia di Kendall Goldberg - cortometraggio (2017)
- When Jeff Tried to Save the World, regia di Kendall Goldberg - cortometraggio (2017)
- When Jeff Tried to Save the World, regia di Kendall Goldberg (2018)
- Unexpected Race, regia di Stephen Groo (2018)
- Tremors: Shrieker Island, regia di Don Michael Paul (2020)
- Funny Thing About Love, regia di Adam White (2021)
- Waltzing with Brando, regia di Bill Fishman (2024)

#### Televisione
- Tankman Begins, regia di Joel Gallen – cortometraggio TV (2005)
- My Name Is Earl – serie TV, episodio 3x20 (2008)
- Woke Up Dead – webserie, 22 webisodi (2009)
- FCU: Fact Checkers Unit – serie TV, 8 episodi (2010)
- Dead Grandma – webserie, 9 webisodi (2011)
- Late Night with Jimmy Fallon – serie TV, 1 episodio (2012)
- The Aquabats! Super Show! – serie TV, 1 episodio (2012)
- Gulliver Quinn, regia di Rob Schrab – film TV (2012)
- How I Met Your Mother – serie TV, 1 episodio (2014)
- About a Boy – serie TV, 1 episodio (2015)
- Motive – serie TV, episodio 4x01 (2016)
- Critical Role – webserie, 2 episodi (2017)
- Swedish Dicks – webserie, 1 episodio (2018)
- The Aquabats! RadVentures! – serie TV, 2 episodi (2019)
- Studio C – serie TV, 1 episodio (2022)

### Doppiatore
- Robot Chicken – serie TV, 1x20 (2005)
- Monster House, regia di Gil Kenan (2006)
- Surf's Up - I re delle onde (Surf's Up), regia di Ash Brannon e Chris Buck (2007)
- Tu xia chuan qi, regia di Lijun Sun e Melanie Simka (2011)
- Napoleon Dynamite – serie animata, 6 episodi (2012)
- Pinocchio, regia di Enzo D'Alò (2012) Versione inglese
- Rodencia y el Diente de la Princesa, regia di David Bisbano e Mychal Simka (2012)
- Epic Mickey 2: L'avventura di Topolino e Oswald (Epic Mickey 2: The Power of Two) - videogioco (2012)
- Pororo: The Racing Adventure (2013) Non accreditato
- A Monsterous Holiday, regia di Gordon Crum - cortometraggio TV (2013)
- Resan till fjäderkungens rike, regia di Esben Toft Jacobsen (2014)
- Clarence – serie animata, 1 episodio (2014)
- Uncle Grandpa – serie animata, 2 episodi (2014)
- Ben 10: Omniverse – serie animata, 1 episodio (2014)
- Teenage Mutant Ninja Turtles - Tartarughe Ninja (Teenage Mutant Ninja Turtles) – serie animata, 1 episodio (2014)
- Un Natale da salvare (My Dad Is Scrooge), regia di Justin G. Dyck (2014)
- La leggenda di Korra (The Legend of Korra) – serie animata, 2 episodi (2014)
- Armikrog - videogioco (2015)
- Pickle and Peanut – serie animata, 34 episodi (2015-2018)
- Marco e Star contro le forze del male (Star vs. the Forces of Evil) – serie animata, 11 episodi (2015-2019)
- Bling, regia di Kyung Ho Lee e Wonjae Lee (2016)
- Bobby the Hedgehog, regia di Jianming Huang (2016) Versione inglese
- Surf's Up 2 - Uniti per vincere (Surf's Up 2: WaveMania), regia di Henry Yu (2016)
- VeggieTales in the City – serie animata, 1 episodio (2017)
- All Hail King Julien: Exiled – serie animata, 2 episodi (2017)
- Pororo, Dinosaur Island Adventure, regia di Kim Hyun-Ho (2017)
- Stretch Armstrong e i Flex Fighters (Stretch Armstrong & the Flex Fighters) – serie animata, 4 episodi (2017-2018)
- Avventure di una coccinella (The Ladybug), regia di Ding Shi (2018) Versione inglese
- Sunshine Brownstone – serie animata (2018)
- Pororo 5: Treasure Island Adventure, regia di Kim Hyun-Ho (2019)
- Archibald's Next Big Thing – serie TV, 1 episodio (2020)
- Pinokkio. Pravdivaja istorija, regia di Vasiliij Rovenskij (2021) Versione inglese
- My Sweet Monster (Buka. Moyo lyubimoye chudishche), regia di Viktor Glukhushin e Maksim Volkov (2021)

## Doppiatori italiani
- Stefano Crescentini in Se solo fosse vero, Mama's Boy
- Nanni Baldini in Scuola per canaglie, Motive
- Alberto Caneva in Napoleon Dynamite
- Oreste Baldini in My Name is Earl
- Marco Vivio in Gli scaldapanchina
- Alessandro Tiberi in Blades of Glory - Due pattini per la gloria
- Gabriele Lopez in La fontana dell'amore
- Alberto Franco in My Dad Is Scrooge

Da doppiatore è sostituito da:
- Nanni Baldini in Monster House
- Massimiliano Alto in Surf's Up - I re delle onde
- Alessandro Quarta in Pickle and Peanut